# Ара зелений
Ара зелений (Ara militaris) — птах родини папугових.

## Зовнішній вигляд
Довжина тіла 63-70 см, хвоста 32-40 см; вага 850 г. Забарвлення оперення зверху захисне — трав'янисто-зеленого кольору, нижня частина тіла оливково-зелена. Верхня частина голови темно-зелена. Лицьова частина червонясто-м'ясного кольору. Горло маслиново-буре. Чоло кіноварно-червоний. Кермове пір'я червоно-коричневого кольору з блакитними кінцями, махові крила сині. Надхвістя й нижнє криючі пір'я хвоста блакитні. Дзьоб чорно-сірий. Райдужка жовта. Лапи темні. Різниць у забарвленні самця й самки немає.

## Розповсюдження

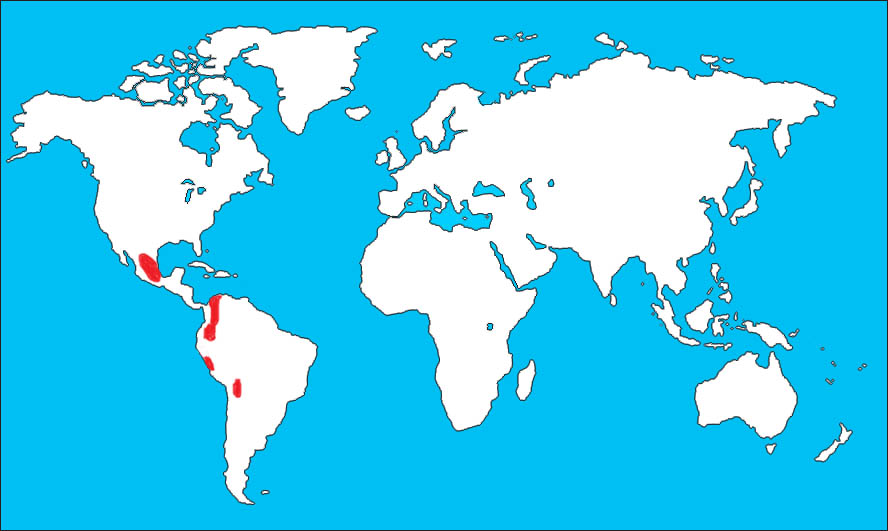
Карта ареалу

Живе в Колумбії, Мексиці й Болівії.

## Спосіб життя
Населяє як рівнинні, так і гірські області. В Андах їх зустрічали на висоті до 3500 м над рівнем моря. У тропічних лісах птахи тримаються на кронах високих дерев, але в період дозрівання врожаю літають годуватися на овочеві й кукурудзяні плантації, чим приносять дуже відчутний збиток.

## Розмноження

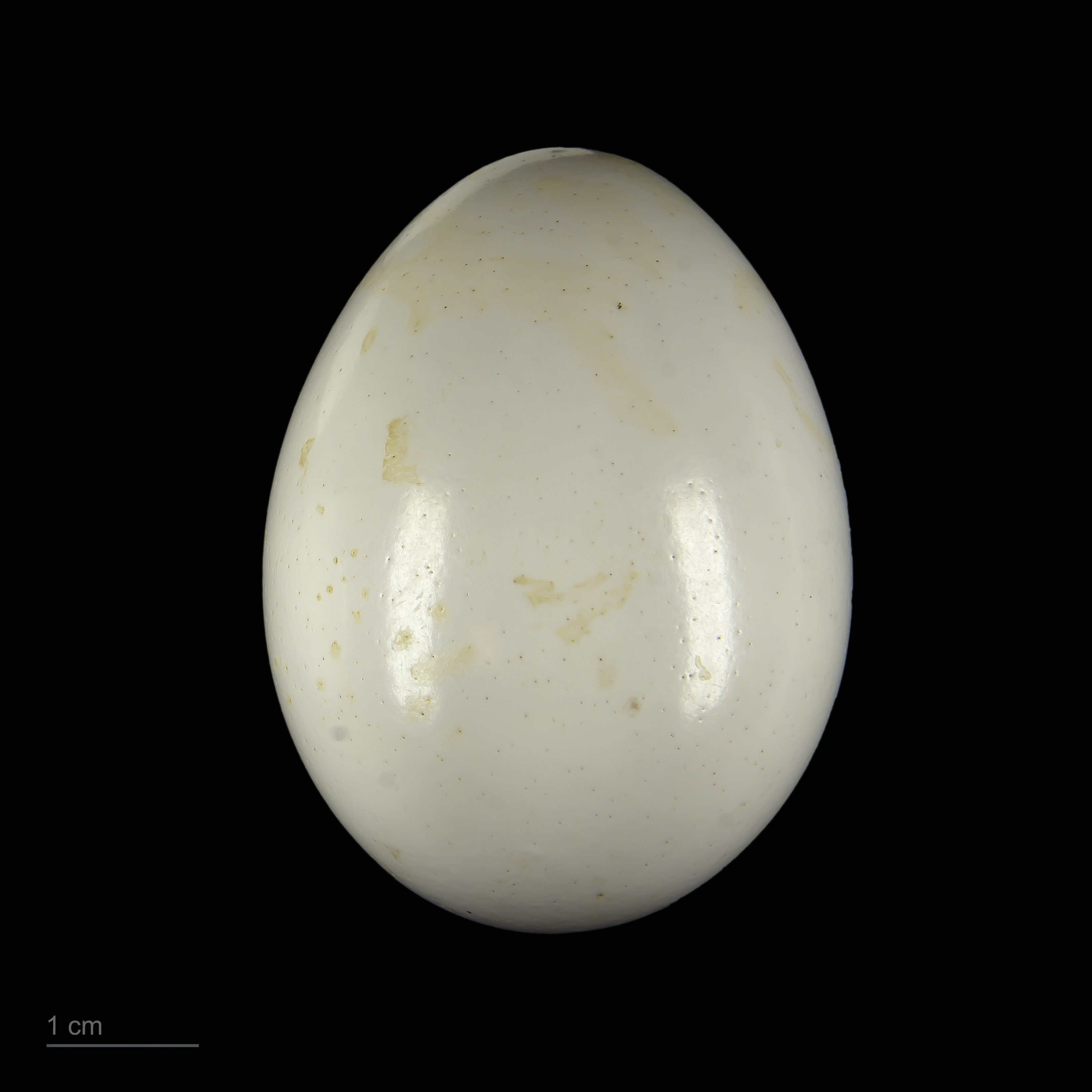
яйце Ara militaris - Тулузький музей

Гніздяться в дуплах великих дерев. Внутрішній діаметр такого дупла 30 см, а іноді й більше. Птахи самі розширюють частину, де знаходиться гніздова камера. З їхнім могутнім дзьобом це не становить особливих складнощів.
Іноді колонії селяться на піщаних пагорбах, де виривають під гнізда досить глибокі, іноді до 1 м, нори. У кладці звичайно по 2 білих яйця.

## Утримання
Швидко звикають до неволі й при гарному догляді й ласкавому звертанні можуть прожити 80-100 років. Годують всіма видами зернових, хоча птахи віддають перевагу кукурудзі й соняшнику, а також фруктами, овочами, зеленню, горіхами, свіжими гілками.